# Engelbrekt (nätverk)
Engelbrekt, egentligen Kons.net Engelbrekt, var ett värdekonservativt politiskt nätverk, grundat våren 2000 av Charlie Weimers, Philip Wildenstam och Björn Herstad, känt genom omnämnande i TV3-programmet Folkhemmet. Charlie Weimers beskrevs som nätverkets samordnare och valdes senare till ordförande för Kristdemokratiska Ungdomsförbundet.
Nätverkets namn antogs med alludering på den svenske upprorsmannen Engelbrekt Engelbrektsson  För att undvika förväxling med andra företeelser med namnet Engelbrekt, namngavs nätverket Kons.net Engelbrekt som fullständigt namn. Björn Herstad benämndes en tid chefsideolog och författade nätverkets idéskrift. Han blev senare chef för föreningen Svenska Media som utgav, vid den tiden, den konservativa tidningen Folkets Nyheter.
Efter en dispyt angående inslag av nationalism i Engelbrekts program efter TV-programmet, skedde en brytning med Kristdemokratiska Ungdomsförbundet och Moderata ungdomsförbundet, varmed nätverket blev partipolitiskt oberoende och splittrades 2001. Flera personer valde att gå ur Engelbrekt för att istället fortsätta sitt partipolitiska engagemang. 